# Parahebe
Parahebe es un género de plantas de flores de la familia Scrophulariaceae con 45 especies. 

## Especies seleccionadas
- Parahebe albiflora
- Parahebe arcuata
- Parahebe arenaria
- Parahebe birleyi
- Parahebe blakelyi
- Parahebe brassii
- Parahebe brevistylis

## Sinónimo
- Derwentia [Raf.]

- Datos: Q15934714